# أيلين مانينغ
أيلين مانينغ (بالإنجليزية: Aileen Manning) هي ممثلة أمريكية، ولدت في 20 يناير 1886 في بولدر في الولايات المتحدة، وتوفيت في 25 مارس 1946 في هوليوود في الولايات المتحدة.

## وصلات خارجية
- أيلين مانينغ على موقع IMDb (الإنجليزية)
- أيلين مانينغ على موقع أول موفي (الإنجليزية)
- أيلين مانينغ على موقع قاعدة بيانات الفيلم (الإنجليزية)
- أيلين مانينغ على موقع كينوبويسك (الروسية)